# Wereldkampioenschappen kunstschaatsen 1907
De Wereldkampioenschappen kunstschaatsen 1907 werden gevormd door twee toernooien die door de Internationale Schaatsunie werden georganiseerd.
Voor de mannen was het de twaalfde editie. Voor de vrouwen de tweede editie. Beide kampioenschappen vonden plaats op 21 en 22 januari in Wenen, Oostenrijk. Wenen was voor de eerste maal gaststad, Oostenrijk voor de eerste maal gastland voor deze kampioenschappen.
De Zweed Ulrich Salchow won voor de zesde keer de wereldtitel. De Britse Madge Syers-Cave prolongeerde de wereldtitel bij de vrouwen.

## Deelname
Bij de mannen namen er zeven deelnemers uit vier landen deel. Bij de vrouwen waren er vijf deelneemsters uit vier landen.
(Tussen haakjes het totale aantal startplaatsen in beide toernooien.)
| Duitse Keizerrijk (4) Oostenrijk (2) Verenigd Koninkrijk (2) | Zweden (2) Hongarije (1) Noorwegen (1) |

Voor Ulrich Salchow was het zijn negende deelname.
Voor Max Bohatsch was het zijn derde deelname, hij werd derde in 1903 en tweede in 1905.
Gilbert Fuchs nam voor de zesde keer deel. Eerder werd hij wereldkampioen (1896, 1906), tweede (1901), derde (1898) en in 1903 trok hij zich terug.
Per Thorén, derde in 1905 en vijfde in 1906, nam voor de derde keer deel.
Heinrich Burger nam voor de derde keer deel, in 1904 en 1906 werd hij tweede.
Voor Martin Gordan was het zijn vijfde deelname, in 1902 en 1904 werd hij derde, in 1905 vijfde en in 1906 zevende.
Voor de Noor Martinus Löhrdahl was het zijn enige deelname aan het WK. Hij was na Johan Lefstad en Oscar Holthe (WK van 1897) de derde Noor die aan het WK kunstschaatsen deelnam.
De top vier van het WK van 1906, Madge Myers, Jenny Herz, Lily Kronberger en Elsa Rendschmidt, vormden dezelfde top vier op dit kampioenschap.
Gwendolyn Lycett debuteerde op het WK Kunstrijden.

## Medaille verdeling
| Discipline | Goud             | Zilver       | Brons           |
| ---------- | ---------------- | ------------ | --------------- |
| Mannen     | Ulrich Salchow   | Max Bohatsch | Gilbert Fuchs   |
| Vrouwen    | Madge Syers-Cave | Jenny Herz   | Lily Kronberger |

## Uitslagen
pc = plaatsingcijfer
| Mannen |                     |                            |    |
| #      | naam (deelname)     | land                       | pc |
| Goud   | Ulrich Salchow (9)  | Vlag van Zweden            | 5  |
| Zilver | Max Bohatsch (3)    | Vlag van Oostenrijk        | 11 |
| Brons  | Gilbert Fuchs (6)   | Vlag van Duitse Keizerrijk | 12 |
| 4      | Per Thorén (3)      | Vlag van Zweden            | 20 |
| 5      | Heinrich Burger (3) | Vlag van Duitse Keizerrijk | 24 |
| 6      | Martin Gordan (5)   | Vlag van Duitse Keizerrijk | 32 |
| 7      | Martinus Löhrdahl   | Vlag van Noorwegen         | 33 |

| Vrouwen |                      |                                |    |
| #       | naam (deelname)      | land                           | pc |
| Goud    | Madge Syers-Cave (3) | Vlag van Verenigd Koninkrijk   | 5  |
| Zilver  | Jenny Herz (2)       | Vlag van Oostenrijk            | 12 |
| Brons   | Lily Kronberger (2)  | Vlag van Hongarije (1896-1915) | 13 |
| 4       | Elsa Rendschmidt (2) | Vlag van Duitse Keizerrijk     | 22 |
| 5       | Gwendolyn Lycett     | Vlag van Verenigd Koninkrijk   | 23 |

Medaillewinnaars

Mannen · 
Vrouwen ·
Paren · 
IJsdansen

 Toernooi

1896 · 
1897 · 
1898 · 
1899 · 
1900 · 
1901 · 
1902 · 
1903 · 
1904 · 
1905 · 
1906 · 
1907 · 
1908 · 
1909 · 
1910 · 
1911 · 
1912 · 
1913 · 
1914 · 
1915-1921 · 
1922 · 
1923 · 
1924 · 
1925 · 
1926 · 
1927 · 
1928 · 
1929 · 
1930 · 
1931 · 
1932 · 
1933 · 
1934 · 
1935 · 
1936 · 
1937 · 
1938 · 
1939 ·
1940-1946 · 
1947 · 
1948 · 
1949 · 
1950 · 
1951 · 
1952 · 
1953 · 
1954 · 
1955 · 
1956 · 
1957 · 
1958 · 
1959 · 
1960 · 
1961 · 
1962 · 
1963 · 
1964 · 
1965 · 
1966 · 
1967 · 
1968 · 
1969 · 
1970 · 
1971 · 
1972 · 
1973 · 
1974 · 
1975 · 
1976 · 
1977 · 
1978 · 
1979 · 
1980 · 
1981 · 
1982 · 
1983 · 
1984 · 
1985 · 
1986 · 
1987 · 
1988 · 
1989 · 
1990 · 
1991 · 
1992 · 
1993 · 
1994 · 
1995 ·
1996 · 
1997 · 
1998 · 
1999 · 
2000 · 
2001 · 
2002 · 
2003 · 
2004 · 
2005 · 
2006 ·
2007 ·
2008 ·
2009 ·
2010 ·
2011 ·
2012 ·
2013 ·
2014 ·
2015 ·
2016 ·
2017 ·
2018 ·
2019 · 
2020 · 
2021 ·
2022 ·
2023 ·
2024

 ISU-kampioenschappen

WK kunstschaatsen junioren ·
EK kunstschaatsen ·
Viercontinentenkampioenschap ·
Olympische Spelen